# Eggcorn
Ein Eggcorn ist eine Ersetzung eines Worts durch für den Sprecher homophone Ausdrücke, die das Ausgangswort sinngemäß wiedergeben. Es kann sich dabei um einen Verhörer oder eine Verballhornung handeln. Ein Eggcorn kann als eine volksetymologisch umdeutende Gelegenheitsbildung verstanden werden, die nicht lexikalisiert oder standardisiert ist.

## Eigenschaften
Das Eggcorn hat im Gegensatz zum absurden Malapropismus einen im Kontext plausiblen Sinn und beweist neben der Unkenntnis der Orthographie des Ursprungswortes auch Logik und Kreativität des Schöpfers. Eggcorns ersetzen oft wenig vertraute, archaische oder obskure Wörter mit geläufigeren Ausdrücken. Der Ausdruck wurde 2003 von Geoffrey Pullum auf dem Linguistenblog Language Log geprägt. Sein Gesprächspartner Mark Liberman hatte den Fall einer Frau angesprochen, die egg corn (‚Eiermais‘) mit dem Wort ‚acorn‘ (‚Eichel‘) vertauschte und dabei eine adäquate Bezeichnung vermisst. Pullum schlug „eggcorn“ vor.

## Beispiele

### Im Deutschen
- Altersheimer für Alzheimer[4]
- zum Bleistift   für zum Beispiel
- Badfuß für barfuß
- im Steh-Greif für im Steg-Reif
- Strebergarten für Schrebergarten

### Im Englischen
- ex-patriot anstatt expatriate[5]
- mating name statt maiden name[6]
- preying mantis statt praying mantis[7]